# Častkovce
Častkovce (Hongaars: Császtó) is een Slowaakse gemeente in de regio Trenčín, en maakt deel uit van het district Nové Mesto nad Váhom.
Častkovce telt 1.108 inwoners.